# 维拉里纽-杜什加莱古什
维拉里纽-杜什加莱古什是葡萄牙布拉干萨区的一个堂区。总面积24.36平方公里，总人口251人，人口密度10.3人/平方公里。